# N4 (Togo)
Die N4 ist eine Fernstraße in Togo, die in Eyedema an der N1 beginnt und mit der N36 verbindet. Sie ist 56 Kilometer lang.